# رئیس کمیته دائمی مجمع عالی خلق
رئیس کمیته دائمی مجمع عالی خلق جمهوری دموکراتیک خلق کره (به هانگول: 조선민주주의인민공화국 최고인민회의 상임위원회 위원장) که قبلاً با عنوان رئیس پرزیدیوم مجمع عالی خلق جمهوری دموکراتیک خلق کره شناخته‌می‌شد، سرپرست کمیته دائمی مجمع عالی خلق می‌باشد که در غیاب مجمع عالی خلق، عالی‌ترین نهاد قدرت دولتی در کره شمالی است. چو ریونگ هی رئیس فعلی در ۱۱ آوریل ۲۰۱۹ به سرپرستی آن برگزیده شد.

## پیشینه
قانون اساسی ۱۹۴۸ منصب ریاست کمیته دائمی مجمع عالی خلق را ایجاد کرد. رئیس کمیته دائمی مجمع عالی خلق قدرت تصویب یا لغو معاهدات با کشورهای خارجی، انتصاب یا احضار سفیر به کشورهای خارجی و دریافت استوارنامه یا احضار نمایندگان دیپلماتیک خارجی را داشت. این باعث شد که رئیس کمیته دائمی مجمع عالی خلق به‌طور رسمی رئیس کشور کره شمالی شود. به‌طور صوری پس از نخست‌وزیر و کیم ایل سونگ، رئیس کمیته دائمی مجمع عالی خلق بالاترین پست دولتی را به عهده داشت.
قانون اساسی ۱۹۷۲ منصب رئیس‌جمهوری کره شمالی را ایجاد کرد که وظیفه ریاست کشور را بر عهده داشت. رئیس کمیته دائمی مجمع عالی خلق از قدرت خود برای نمایندگی کشور کنار گذاشته‌شد و محدود به انجام امور قانونگذاری به‌عنوان رئیس همزمان مجمع عالی خلق گشت.
بازنگری قانون اساسی ۱۹۷۲ در سال ۱۹۹۸ این موقعیت را تحت عنوان رئیس پرزیدیوم مجمع عالی خلق با احیای اختیارات آن به‌عنوان رئیس کشور ایجاد کرد. با این حال، قانون اساسی ۱۹۷۲ در آوریل ۲۰۱۹ برای تعیین رئیس وقت کمیسیون امور دولتی به‌عنوان رئیس کشور مورد بازنگری قرار گرفت و اختیارات مربوط به رئیس کشور در اوت همان سال به رئیس کمیسیون امور دولتی کره شمالی انتقال یافت.

## وظایف و مسئولیت
رئیس، کمیته دائمی مجلس عالی خلق را ریاست می‌کند و در دریافت استوارنامه‌ها و فراخوان نمایندگان دیپلماتیک خارجی نماینده کشور است.

## دارندگان منصب

### فهرست رؤسای کمیته دائمی مجمع عالی خلق
| رئیس | رئیس                              | حزب سیاسی                 | حزب سیاسی                       | آغاز دوره       | پایان دوره      | مجمع عالی خلق       |
| ---- | --------------------------------- | ------------------------- | ------------------------------- | --------------- | --------------- | ------------------- |
|      | کیم تو بونگ 김두봉 (۱۸۸۹–۱۹۵۸)    |                           | حزب کارگران کره شمالی (تا ۱۹۴۹) | ۸ سپتامبر ۱۹۴۸  | ۲۰ سپتامبر ۱۹۵۷ | ۱ام                 |
|      | کیم تو بونگ 김두봉 (۱۸۸۹–۱۹۵۸)    | حزب کارگران کره (از ۱۹۴۹) |                                 | ۸ سپتامبر ۱۹۴۸  | ۲۰ سپتامبر ۱۹۵۷ | ۱ام                 |
|      | چو یونگ گون 최용건 (۱۹۰۰–۱۹۷۶)    |                           | حزب کارگران کره                 | ۲۰ سپتامبر ۱۹۵۷ | ۲۸ دسامبر ۱۹۷۲  | ۲ام ۳ام ۴ام         |
|      | هانگ جانگ یوپ 황장엽 (۱۹۲۳–۲۰۱۰)  |                           | حزب کارگران کره                 | ۲۸ دسامبر ۱۹۷۲  | ۷ آوریل ۱۹۸۳    | ۵ام ۶ام ۷ام         |
|      | یانگ هیونگ سوپ 양형섭 (۱۹۲۵–۲۰۲۲) |                           | حزب کارگران کره                 | ۷ آوریل ۱۹۸۳    | ۵ سپتامبر ۱۹۹۸  | ۷ام ۸ام ۹ام         |
|      | کیم یونگ نام 김영남 (متولد ۱۹۲۸)  |                           | حزب کارگران کره                 | ۵ سپتامبر ۱۹۹۸  | ۱۱ آوریل ۲۰۱۹   | ۱۰ام ۱۱ام ۱۲ام ۱۳ام |
|      | چو ریونگ هی 최룡해 (متولد ۱۹۵۰)   |                           | حزب کارگران کره                 | ۱۱ آوریل ۲۰۱۹   | متصدی           | ۱۴ام                |